# L'Atelier de Joël Robuchon (Parijs)

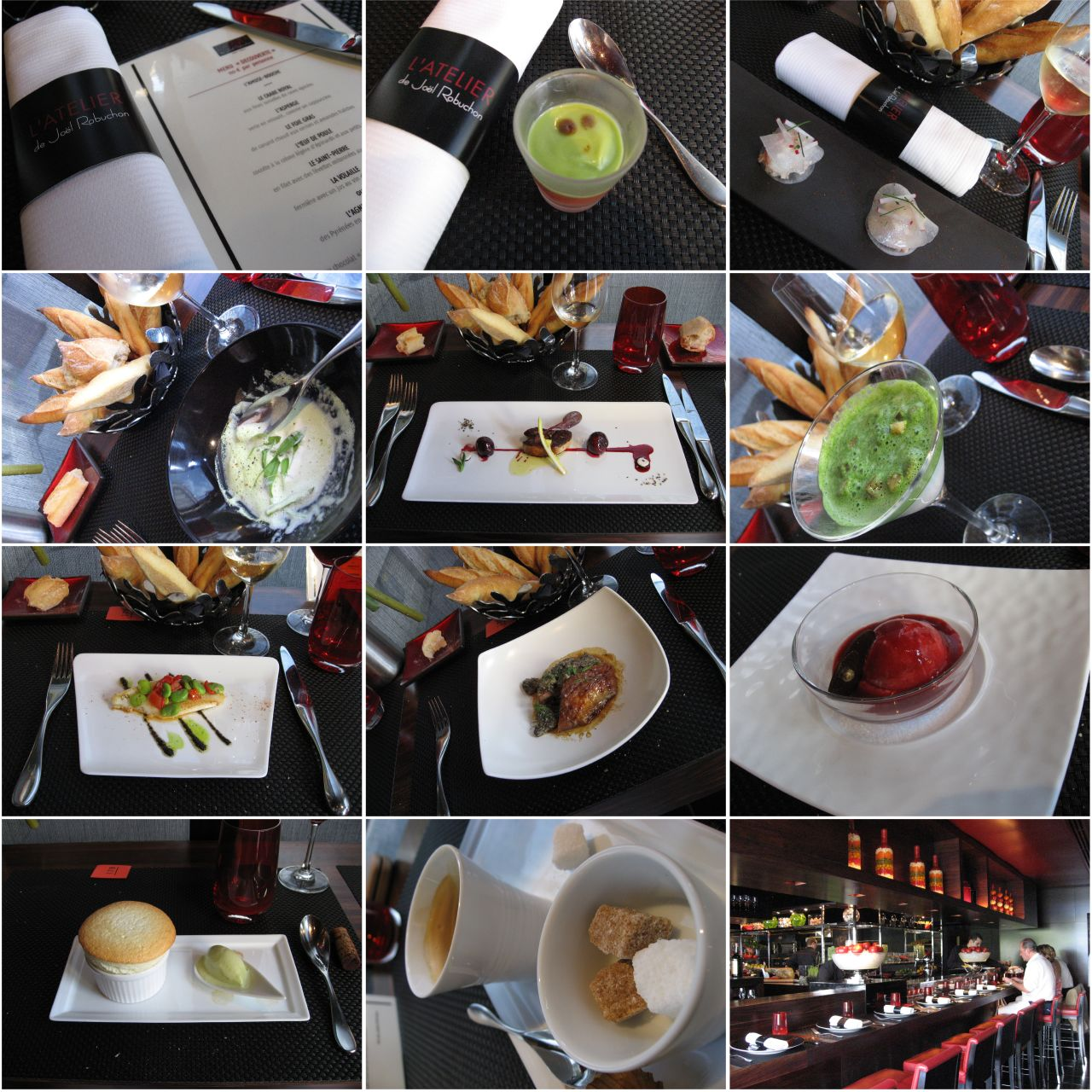

L'Atelier de Joël Robuchon is een restaurant met twee Michelinsterren in het Hôtel du Pont Royal in het 7e arrondissement van Parijs. De eigenaar van het restaurant is Joël Robuchon. L'Atelier de Joël Robuchon opende in 2003 met een open keuken, waardoor men vanuit de eetzaal ziet hoe het eten bereid wordt. Deze open keuken werd omzoomd door een hoefijzervormige bar met veertig zitplaatsen. Daarnaast zijn er sinds 2013 ook zitplaatsen aan tafels.
L'Atelier in Parijs en het restaurant in Tokyo waren de eerste twee vestigingen van wat uitgroeide tot een keten van Joël Robuchon-restaurants met een identiek concept in meerdere wereldsteden. De naam van de oorspronkelijke vestiging, die ligt tussen de Boulevard Saint-Germain en de Pont Royal, iets ten westen van Saint-Germain-des-Prés, is veranderd in Paris-Saint-Germain. Robuchon had namelijk twee nog twee zaken geopend in de Franse hoofdstad, waaronder een eenster-restaurant L'Atelier de Joël Robuchon Etoile op de Avenue des Champs-Élysées, dicht bij de Arc de Triomphe.
Chef-kok in de eerste vestiging is de Belgische Axel Manes, die zijn loopbaan begon in het toenmalige Brusselse driesterren-restaurant Comme Chez Soi. Vervolgens liep hij stage bij Alain Ducasse in de Louis XV in Monte Carlo en bij Paul Bocuse in Lyon. Daar leert hij zijn mentor Nicolas Le Bec kennen, voor wie hij drie jaar werkte in de la Cour des Loges en het restaurant Nicolas Le Bec. Le Bec beval hem vervolgens aan bij Robuchon, bij wie hij in 2005 aan de slag ging.